# Liste der Monuments historiques in Fêche-l’Église
Die Liste der Monuments historiques in Fêche-l’Église führt die Monuments historiques in der französischen Gemeinde Fêche-l’Église auf.

## Liste der Bauwerke
| Bezeichnung | Beschreibung   | Standort | Kennzeichnung | Schutzstatus | Datum | Bild           |
| ----------- | -------------- | -------- | ------------- | ------------ | ----- | -------------- |
| Waschhaus   | Erbaut um 1800 | (Lage)   | PA00101147    | Inscrit      | 1980  | weitere Bilder |

## Liste der Objekte
- Monuments historiques (Objekte) in Fêche-l’Église in der Base Palissy des französischen Kultusministeriums